# 宮郷彰通
宮郷 彰通（みやざと あきみち、1938年5月27日 - ）は日本の実業家。元 厳島神社総代。杓子の家会長。

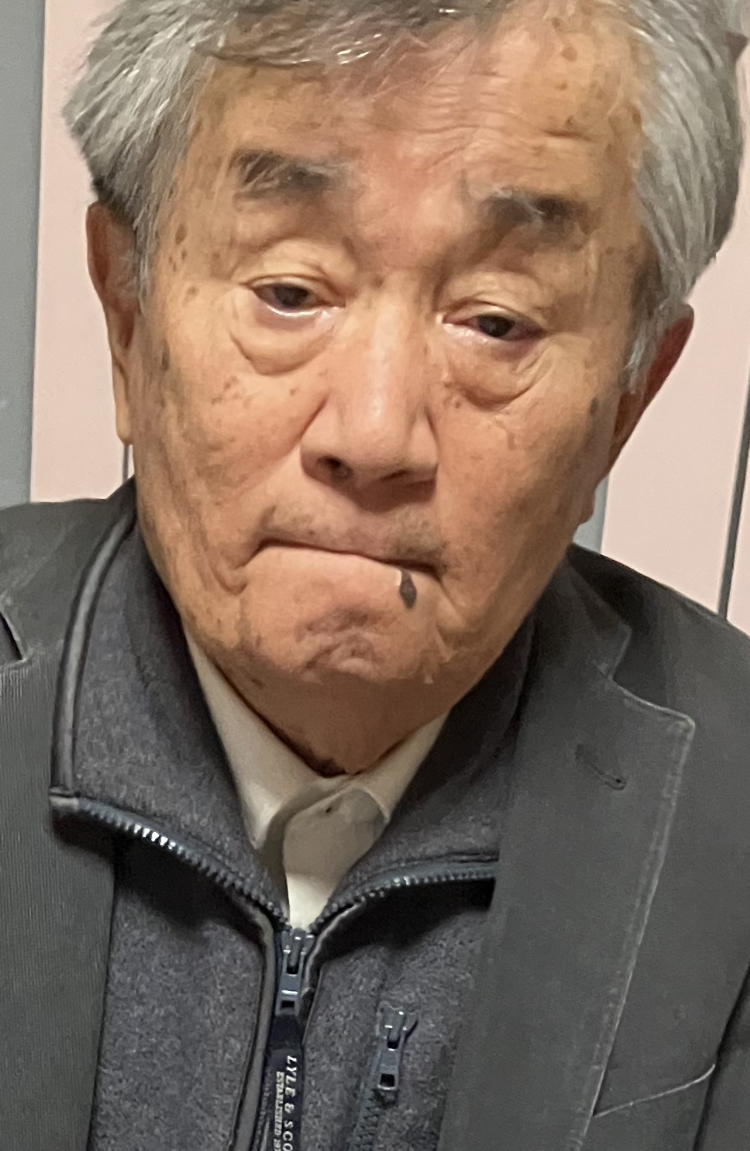
宮郷彰通（2023年）

杓子を、世界遺産・宮島のお土産として販売することに尽力した。ゼオミックを使用したプラスチック製の抗菌杓子の開発者。

## 経歴
大阪府大阪市此花区出身。宮島杓子の問屋を営む家庭に生まれた。誕生後、宮島へ戻った。
宮島小学校卒業。修道高校卒業。早稲田大学第一政経学部卒業。
その後、飯野産業に入社。1963年、宮忠へ入社。木製家庭用杓子の販売に携わった。
1979年には、広島県廿日市市の宮島で杓子専門店「杓子の家」を開店。開店後は宮島杓子の歴史の研究に務めた。
この頃より杓子を宮島の伝統産業として残していくために働きかけた。
1999年から2001年の3年間、宮忠の専務取締役に就任。同年宮島物産商業組合理事。2011年には同組合の監事に。
2004年には世界文化遺産「厳島神社」の総代に就任。2005年、大聖院役員。その後の2016年には、日本三大弁財天「大願寺」の総代に就任。
2023年、「宮島杓子の発展」と題した展覧会を開催。
元  宮島観光協会理事。

## 著書

### 単著
- 『宮島 杓子の本』ザメディアジョン、2015年

### 関連書籍
- 『活動遺産』デザインエッグ、2024年 - インタビューを受けたひとり、編者:清古尊

## 年譜
- 1938年 - 大阪府大阪市此花区で誕生。
- 1963年 - 宮忠 入社。
- 1979年 - 杓子の家 開店。
- 1999年 - 宮忠 専務取締役。
- 2001年 - 宮島物産商業組合 理事。
- 2004年 - 厳島神社 総代。
- 2005年 - 大聖院 役員。
- 2011年 - 宮島物産商業組合 監事。
- 2016年 - 大願寺 総代。